# Jorge Sá Earp
Œuvres principales
Ponto de Fuga (Romance, Ed. Paz e Terra,  VI Prêmio Nestlé de Literatura, 1995)
Jorge de Sá Earp ( Rio de Janeiro, 25 juin 1955) est un écrivain, poète et diplomate brésilien. Diplômé en Littérature de la PUC-Rio.

## Biographie
Il est diplômé en Littérature de l'Université Pontificale Catholique de Rio de Janeiro (PUC-Rio).
En tant que diplomate, il a représenté le Brésil dans plusieurs pays, notamment en Pologne, aux Pays-Bas, au Gabon, en Belgique, en Roumanie, en Équateur, au Costa Rica et en Italie. Il est également membre de l'Association nationale des écrivains et est reconnu comme l'une des voix les plus marquantes de la littérature brésilienne contemporaine,.
L’une des caractéristiques les plus marquantes de sa littérature est sa capacité à raconter des histoires avec fluidité, établissant ainsi une connexion immédiate avec les lecteurs. Entre les lignes, la vaste érudition de l'auteur transparaît, abordant avec aisance et élégance une grande diversité de sujets liés aux arts et à la culture. De plus, l'homoérotisme est une constante dans ses nouvelles et ses romans, traité avec naturel et reflétant la diversité ainsi que la complexité des relations humaines, tout en empruntant les voies du réalisme, du naturalisme et du romantisme,.
La production littéraire de Sá Earp comprend de la poésie, des nouvelles et des romans. Parmi ses œuvres poétiques, se distinguent Feixe de Lenha (1980) et Passagem Secreta (1993). En prose, Sá Earp a publié No Caminho do Vento (1983), O Ninho (1986) et s'est fait connaître grâce à des titres tels que Ponto de Fuga (1995), lauréat du prix de littérature Nestlé, Areias Pretas (2004), O Novelo (2008) et As Marés de Tuala (2010). Plus récemment, il a publié As Amarras (2020), O Fio da Seda (2023) et O Veranista (2024),,,.
L’écrivain utilise fréquemment Rio de Janeiro comme cadre central de ses récits, capturant l’essence de la ville à différentes époques. Dans O Fio da Seda (2023), il revisite le Rio romantique des années 1960 et 1970, composant un roman d’apprentissage où le protagoniste mûrit à travers ses choix personnels et ses découvertes,,.
Son œuvre se distingue par une profondeur psychologique, une attention minutieuse aux transformations du temps et une approche sensible des contradictions de l’identité brésilienne, s’imposant comme une contribution significative à la scène littéraire, tant nationale qu’internationale.
Jorge Sá Earp a acquis une reconnaissance académique grâce à la chercheuse italienne Alessandra Damin, de l'Università degli Studi di Padova, qui a consacré son attention à son recueil de nouvelles Areias Pretas (2004). Damin décrit la prose de Sá Earp comme « éthérée et indéfinie », caractérisée par des personnages qui dissimulent leurs véritables sentiments et pensées. Cette particularité confère aux récits un caractère fragmenté, rompant souvent avec la pensée logique et la séquence linéaire traditionnelle.

## Œuvres
- - Feixe de Lenha (Poésie, édition de l’auteur, 1980)
  - No Caminho do Vento (Nouvelles, Ed. Alfa-Ômega, 1983)
  - O Ninho (Roman, Ed. Achiamé, 1986)
  - Sudoeste (Roman, Ed. Achiamé, 1991)
  - Passagem Secreta (Poésie, Ed. Taurus, 1993)
  - Ponto de Fuga (Roman, Ed. Paz e Terra, VIe Prix Nestlé de Littérature, 1995)
  - O Cavalo Marinho (Nouvelles, Ed. 7Letras, 1997)
  - O Jogo dos Gatos Pardos (Roman, Ed. Eldorado, 2001)
  - A Cidade e as Cinzas (Roman, Ed. Razão Cultural, 2002)
  - Areias Pretas (Nouvelles, Ed. 7Letras, 2004)
  - O Olmo e a Palmeira (Roman, Ed. 7Letras, 2006)
  - O Legado (Roman, Ed. 7Letras, 2007)
  - O Novelo (Roman, Ed. 7Letras, 2008)
  - As Marés de Tuala (Roman, Ed. 7Letras, 2010)
  - Bandido e Mocinho (Nouvelles, Ed. 7Letras, 2012)
  - Quatro em Cartago (Roman, Ed. 7Letras, 2016)
  - A Praça do Mercado (Nouvelles, Ed. 7Letras, 2018)
  - As Amarras (Roman, Ed. 7Letras, 2020)
  - O Fio da Seda (Roman, Ed. 7Letras, 2023)
  - O Veranista (Nouvelles, Ed. 7Letras, 2024)[14]

## Récompenses reçues
Récompensé par le roman Ponto de Fuga por la Fondation Nestlé pour la Culture (1995).